# Аллендорф (Лумда)
Аллендорф (нем. Allendorf) — город в Германии, в земле Гессен. Подчинён административному округу Гиссен. Входит в состав района Гиссен. Население составляет 4 071 человек (на 30 июня 2009). Занимает площадь 22,01 км². Официальный код — 06 5 31 001.

## Города-побратимы
- Нувьон-сюр-Мёз (Франция, с 1973)

## Примечания

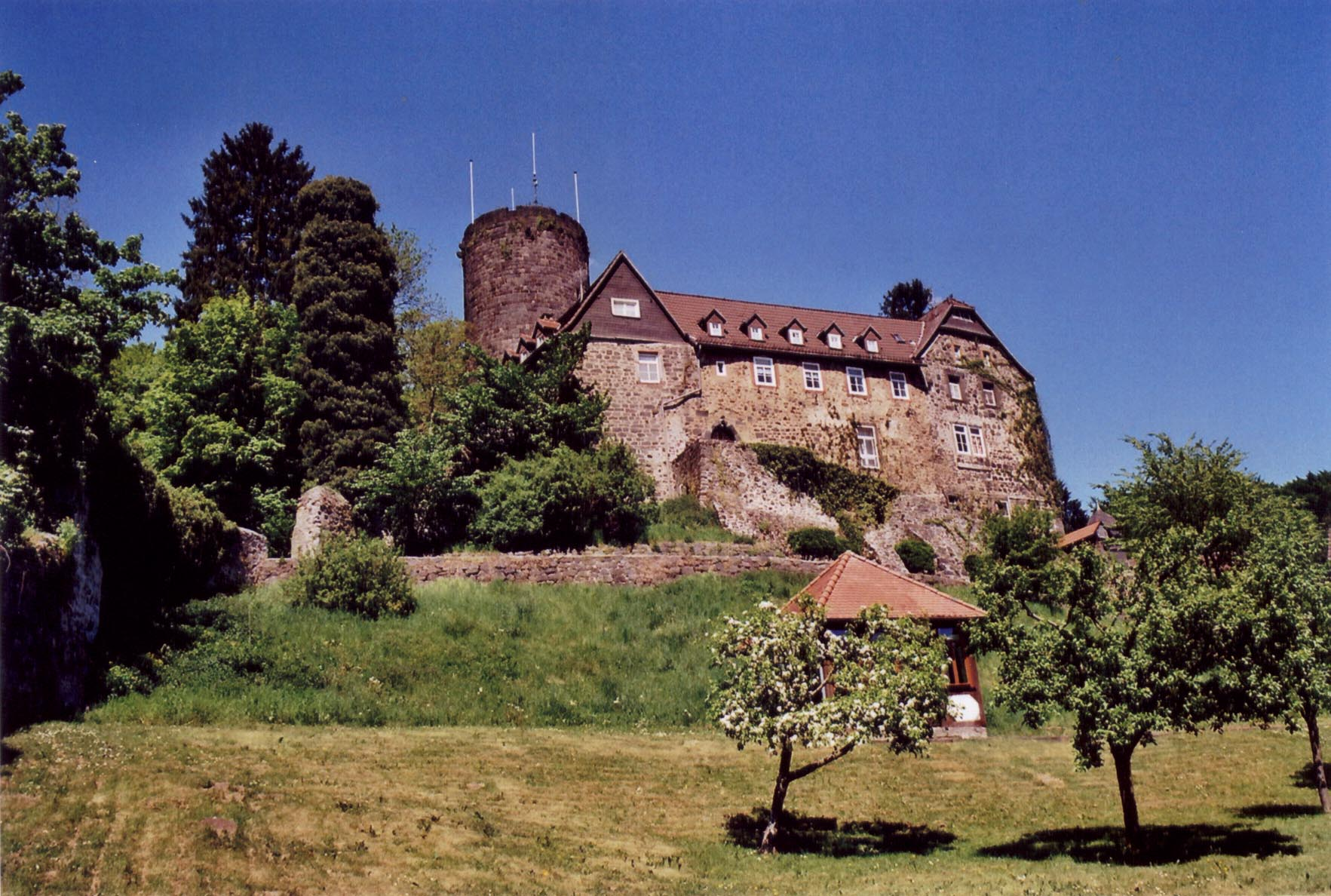
Вид Аллендорфа